# Cimetière boisé de Karlskoga
Pour les articles homonymes, voir Cimetière boisé.
Le cimetière boisé de Karlskoga (Skogskyrkogården i Karlskoga) est un cimetière boisé situé à Karlskoga en Suède.
Le cimetière est fortement vallonné sur le plan topographique.

## Sépultures de personnalités célèbres
- Agneta Andersson (1961-2023), championne suédoise de kayak